# LibriVox
LibriVox ist eine digitale Bibliothek mit gemeinfreien Hörbüchern, meist in englischer Sprache. Die Inhalte sind über das Internet kostenlos zugänglich. Es gibt derzeit über 18.000 Titel.
Hörbücher auf Englisch machen ungefähr 85 % des Angebots aus, es sind jedoch Werke in über 41 weiteren Sprachen verfügbar.

## Geschichte
Im August 2005 gründete der in Montreal lebende Hugh McGuire LibriVox, als er einen Blog mit der Frage begann: „can the net harness a bunch of volunteers to help bring books in the public domain to life through podcasting?“ (kann das Internet eine Anzahl von Freiwilligen zusammenbringen, um gemeinfreie Bücher mittels Podcasting zu verbreiten?).
Die Antworten zeigten genügend Interesse, so dass die erste LibriVox-Aufnahme im MP3-Format innerhalb eines Monats fertiggestellt wurde, Joseph Conrads The Secret Agent. Die einzelnen Kapitel lasen McGuire und elf Freiwillige vor, welche der Blog für dieses Projekt interessierte.
Im Oktober erlangte LibriVox seine eigene URL (librivox.org), dort richtete McGuire ein Internetforum ein. Die Zahl der Freiwilligen und Hörbücher nahm beständig zu. Am Ende des ersten Jahres standen auf der Webseite über 30 Bücher zum Herunterladen bereit.
Ende 2006 brachte die Internetseite über 30 Hörbücher je Monat heraus. Berichte über das Projekt im Internet und der Presse führten zu einem Anstieg der Zahl der Freiwilligen auf Hunderte.
Am Ende des Jahres 2008 hatte LibriVox 2.000 Bücher und kurze Texte in Umlauf gebracht, unter Beteiligung von 2.400 ehrenamtlichen Lesern. Weitere 1.018 Bücher verbreitete LibriVox bis zum Ende von 2009, welches einen Bestand von 3.018 Büchern und kürzeren Texten bedeutete, vorgelesen von über 3.100 Freiwilligen auf der ganzen Welt.
Die Struktur von LibriVox änderte sich im Laufe der Zeit wenig. Die  Ehrenamtlichen, welche über Webdesign-Kenntnisse verfügen verfeinern kontinuierlich die Technologie der Internetseite. Durch Anregungen und Hinweise von Freiwilligen und Nutzern verbessert sich das Projekt ständig, z. B. die Aufnahme von Büchern, der Katalog und die einzelnen Katalogseiten.

## Aufzeichnung
Bei LibriVox handelt es sich um ein von Freiwilligen betriebenes Open-Source-Projekt, welches zum Bereich Freie Inhalte und Gemeinfreiheit gehört. Es wird nicht von einer juristischen Person betrieben und verfügt über keinen Etat, da das Internet Archive die Server und jeder Freiwillige seine Leistungen kostenlos zur Verfügung stellt. Die Aufnahme von Texten lenkt ein Internetforum, unterstützt von einem Administratorenteam, welches auch den Katalog mit kompletten und im Entstehen begriffenen Hörbüchern pflegt.
Grundlage kann nur ein Werk sein, welches sich nach dem Urheberrecht der USA in der Public Domain befindet. Freiwillige wählen, ob sie ein neues Projekt allein beginnen (solo project) oder andere Leser dazu auffordern wollen (group project); oder sie beteiligen sich an bestehenden Gruppenprojekten von anderen Personen. Diese Gruppenprojekte verwaltet ein book coordinator (BC). Jedes Projekt betreut ein meta coordinator (MC), welcher unter anderem die fertige Aufnahme auf den Server überträgt und diese katalogisiert.
Nachdem der Freiwillige ein Kapitel beispielsweise mit einem PC, einem Mikrofon und dem freien Audioeditor und -recorder Audacity aufgenommen hat, lädt er dies auf die Internetseite hoch. Ein anderer Ehrenamtlicher hört die Aufnahme Korrektur und weist gegebenenfalls auf zu behebende Mängel hin.
Fertige Hörbücher findet man im Katalog oder unter Neuerscheinungen auf der LibriVox-Website. Die MP3- und Ogg-Vorbis-Dateien speichert das Internet Archive. Aufnahmen kann man ebenfalls an anderen Stellen herunterladen, z. B. bei iTunes. Weil es sich um gemeinfreie Hörbücher handelt, werden diese auch unabhängig von LibriVox im Internet oder z. B. als CD vertrieben.
Einige Administratoren und etliche Freiwillige sprechen Deutsch, es gibt Anleitungen und Diskussionen auf Deutsch. Daher muss man Englisch nicht beherrschen, um sich zu beteiligen.

## Katalog
LibriVox nimmt nur Texte auf, welche in den USA in der Public Domain sind. Für alle LibriVox Hörbücher verzichten die Vorleser vollständig auf das Urheberrecht, so dass diese Aufnahmen in der Public Domain sind. Das erklärte Ziel von LibriVox besteht darin: „… to make all public domain books available, for free, in audio format on the Internet.“ (alle gemeinfreien Bücher kostenlos als Hörbücher im Internet bereitzustellen.)
LibriVox hat eine Vielzahl von Werken im Angebot. Dazu gehören Prosa, Poesie, Dramen und Sachliteratur. Der Katalog ermöglicht mittels der detaillierten Suchfunktion unter anderem das Finden von Hörbüchern nach bestimmten Sprachen, Sachgebieten, Autoren oder Vorlesern.
Im Januar 2010 stand Thomas Hardys Roman The Return of the Native an der Spitze der am meisten heruntergeladenen Hörbücher.
Von Übersetzungen griechischer und lateinischer Autoren über die Weimarer Klassik bis zu erst kürzlich gemeinfrei gewordenen Texten reicht das Angebot deutscher Hörbücher (192 Bücher und kleinere Texte im Januar 2010).
Wegen des Urheberrechtsschutzes gibt es nur eine beschränkte Zahl von aktuellen Texten, z. B. den 9/11 Commission Report.
Im Januar 2010 enthielt der Katalog ungefähr 54 Prozent Prosa, 2 Prozent Dramen, 29 Prozent Sachliteratur und 15 Prozent Poesie.
Stand August 2025 enthält der Katalog 48.610 vollständige Hörbücher in 81 Sprachen. Nach Englisch (40.798, d. i. 84 %) liegen die meisten Aufnahmen in Deutsch (3.074), Französisch (1.036), Spanisch (937), Chinesisch (434), Niederländisch (300), Portugiesisch (299) und Italienisch (286) vor. Hörbücher gibt es auch in Sprachen wie Urdu, Tagalog, Latein oder Esperanto.

## Nutzung in Deutschland
Die Hörbücher befinden sich auf Servern in den USA. Daher gilt für LibriVox das Urheberrecht der USA, welches grundsätzlich auf das Jahr der Veröffentlichung eines Werkes abstellt. In Deutschland und der EU endet der Urheberrechtsschutz 70 Jahre nach dem Tod des Urhebers. Dies kann dazu führen, dass sich ein Buch in den USA in der Public Domain befindet, während es in Deutschland und der EU noch dem Urheberrechtsschutz unterliegt. Ein Nutzer von LibriVox in Deutschland muss prüfen, ob der Autor und andere Urheber eines Buches, wie z. B. der Übersetzer, bereits vor 70 Jahren starben. Die Frist von 70 Jahren beginnt mit dem Ablauf des Kalenderjahres, in dem das für den Beginn der Frist maßgebende Ereignis eingetreten ist (§ 69 Urheberrechtsgesetz). Starb z. B. der Autor im Jahr 1939, sind seine Werke ab 1. Januar 2010 gemeinfrei.

## Rezeption
LibriVox erregte erhebliche Aufmerksamkeit, besonders bei denjenigen, welche für von Freiwilligen bestimmte Inhalte und alternatives Vorgehen hinsichtlich geistigen Eigentums im Internet werben und dieses fördern.
Das Projekt erhält Unterstützung vom Internet Archive und dem Project Gutenberg. Mike Linksvayer, Vizepräsident von Creative Commons, beschrieb es als „perhaps the most interesting collaborative culture project this side of Wikipedia“ (vielleicht das interessanteste kulturelle Gemeinschaftsprojekt diesseits von Wikipedia).
Weltweit berichteten die Medien über LibriVox, unter anderem BBCs Click, MSNBCs The Today Show, Wired, das US-PC-Magazine und die UK-Zeitungen Metro und Sunday Times.
Viele Librivox-Hörbücher wurden auch auf Youtube hochgeladen, was nicht unproblematisch ist, weil auf diese Weise durch die Schaltung von Werbung aus ehrenamtlicher Arbeit Profit geschlagen wird.
Kritik
In den LibriVox-Webforen äußern Beteiligte und Nutzer Verbesserungsvorschläge und Kritik. Häufig diskutiert wird die Regel, dass alle Aufnahmen angenommen werden, solange sie den jeweiligen Text getreu und verständlich wiedergeben. Manche Hörer bemängeln unbefriedigende Aufnahmequalität, Defizite beim sprachlichen Ausdruck, Hintergrundgeräusche, schwer verständliche Aussprache oder Aufnahmen von Nicht-Muttersprachlern.
Die LibriVox-Administratoren entgegnen, dass bei einem ehrenamtlichen Projekt die technische Ausrüstung sowie das Talent der Vorleser naturgemäß voneinander abweicht und nicht immer dem Niveau eines kommerziellen Hörbuches entspricht. Dies findet sich auch beim privaten Vorlesen zu Hause.